# Constantin Lipsius

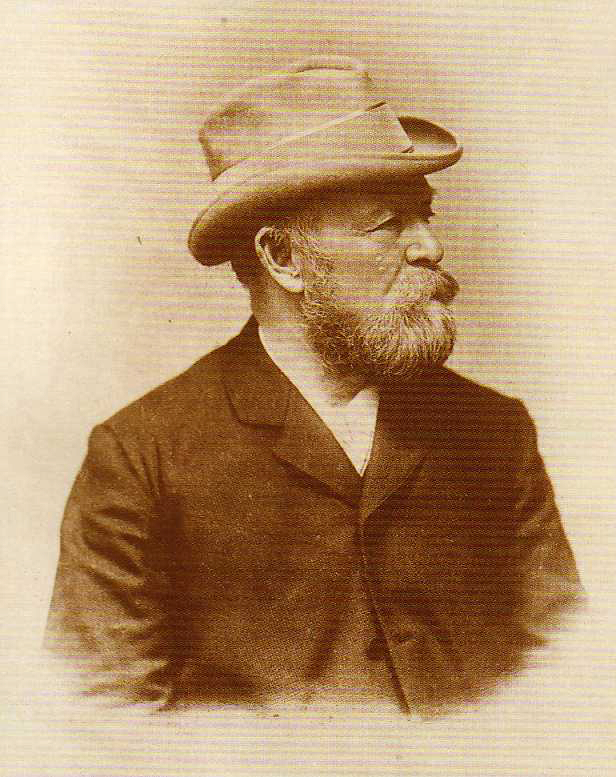
Constantin Lipsius, ca. 1890

Constantin Lipsius (* 20. Oktober 1832 in Leipzig; † 11. April 1894 in Dresden; vollständiger Name: Johann Wilhelm Constantin Lipsius) war ein deutscher Architekt und Architekturtheoretiker des Historismus sowie sächsischer Hochschullehrer. Zu seinen bekanntesten Bauten zählt der Lipsius-Bau an der Brühlschen Terrasse in Dresden, in dem heute die Hochschule für Bildende Künste Dresden ihren Sitz hat.

## Leben
Lipsius wurde 1832 als Sohn von Karl Heinrich Adelbert Lipsius (1805–1861), dem späteren Rektor der Thomasschule, in Leipzig geboren. Nach dem Gymnasium studierte Lipsius zunächst an der Baugewerkschule Dresden, danach am Bauatelier der Kunstakademie Dresden bei Hermann Nicolai, dem Nachfolger Gottfried Sempers. Im Anschluss unternahm er eine Italienreise, auf der ihn besonders die Bauten in Venedig begeisterten. Danach hielt er sich in Paris auf und arbeitete kurz für Jakob Ignaz Hittorff. Hier setzte er sich auch mit dem Werk von Henri Labrouste, Charles Garnier und Eugène Viollet-le-Duc auseinander; der Einfluss der französischen Architektur ist in seinem späteren Schaffen sichtbar.
Zu Beginn der 1860er Jahre nahm Lipsius an einer Reihe regionaler und nationaler Architekturwettbewerbe teil. Zugleich erweiterte er seine Kenntnisse beim Bau von Wohnhäusern und bei Restaurierungen. Sein Wettbewerbsentwurf für den Neubau der Kunstakademie Dresden 1866 zeigt bereits Einzelheiten, die er in seinem endgültigen Entwurf rund 20 Jahre später wieder aufgriff. Sein preisgekrönter Entwurf zum Neubau des Johannishospitals in Leipzig brachte Lipsius den Ehrentitel eines (königlich sächsischen) Baurats ein. 1874 wurde Lipsius zum Präsidenten der neu gegründeten Vereinigung Leipziger Architekten (VLA) gewählt und übernahm die Leitung der Baugewerkschule Leipzig. 1877 begann er die Restaurierung der Thomaskirche, die bis 1889 dauerte. Sie gilt heute als bedeutendste Leistung ihrer Art in Sachsen.
In den späten 1870er Jahren begann Lipsius eine Zusammenarbeit mit August Hartel. Sie entwarfen die Leipziger Peterskirche und die Johanniskirche in Gera und beteiligten sich 1882 mit einem Entwurf am zweiten Wettbewerb um den Bau des Reichstagsgebäudes in Berlin.
Als Hermann Nicolai 1881 starb, wurde Lipsius als Professor für Architektur an die Dresdner Kunstakademie berufen. Kurz danach erhielt er den Auftrag, den gesamten Baukomplex der Kunstakademie neu zu erbauen, was im Spiegel der damaligen Presse innerhalb kürzester Zeit zu einem kontrovers diskutierten Vorhaben wurde. Der Grund für die Auseinandersetzung war, dass das Gebäude als zu groß für den Bauplatz erachtet wurde. Dazu sahen viele Zeitgenossen seine Architektur als mangelhafte Nachempfindung der Dresdener Neorenaissance-Bauten von Semper und Nicolai an.
Dass der Auftrag zudem ohne eine öffentliche Ausschreibung bzw. Wettbewewrb vergeben wurde, trug Lipsius erhebliche Missgunst ein. Die Meinungen über den Bau sind bis heute geteilt. Im Volksmund erhielt die ungewöhnliche Glaskuppel den Namen „Zitronenpresse“; dennoch steht der Bau zweifelsohne für die fortschrittlichste Architekturtheorie der ersten Hälfte der 1880er Jahre in Europa. Er repräsentierte damals eine konservative Annäherung an die architektonische Sprache Gottfried Sempers, wie sie in der dekorativen Ausführung des Kunsthistorischen Museums Wien zu finden ist. Zugleich wandte Lipsius sich damit dem architektonischen Symbolismus als stilistischer Erneuerung zu. Vor diesem Hintergrund wird die bizarre Glaskuppel zum Vorbild von nicht-repräsentativer Architektur. Dieses Konzept, das Lipsius ausdrücklich auf die Theorien Gottfried Sempers bezieht, spiegelt die erste Phase des architektonischen Realismus wider. Kurz nach Vollendung des Akademie-Komplexes erschien er als ein groteskes, viel zu ornamental geratenes Ungetüm; der architektonische Realismus war bereits vorangeschritten und hatte im theoretischen Werk Otto Wagners viel schärfere Konturen erhalten. Die Ablehnung seines Hauptwerks in der Öffentlichkeit verbitterte Lipsius bis zu seinem Lebensende.
In den 1880er Jahren wurde Lipsius zum stärksten Befürworter des Realismus; dieser nahm der sklavischen Nachahmung historischer Standardformen die Bedeutung, überdachte die ursprüngliche symbolische Kraft der Bauformen neu und versuchte damit, die zeitgenössische Architektur wiederzubeleben. Architekturrealisten in Deutschland, Österreich, Frankreich und in der Schweiz hofften so, dass eine Stilerneuerung sich organisch entwickeln würde. Diese Theorie wurde zum Ausgangspunkt der frühen Moderne und führte über den Jugendstil zu den späteren Entwicklungen im 20. Jahrhundert.

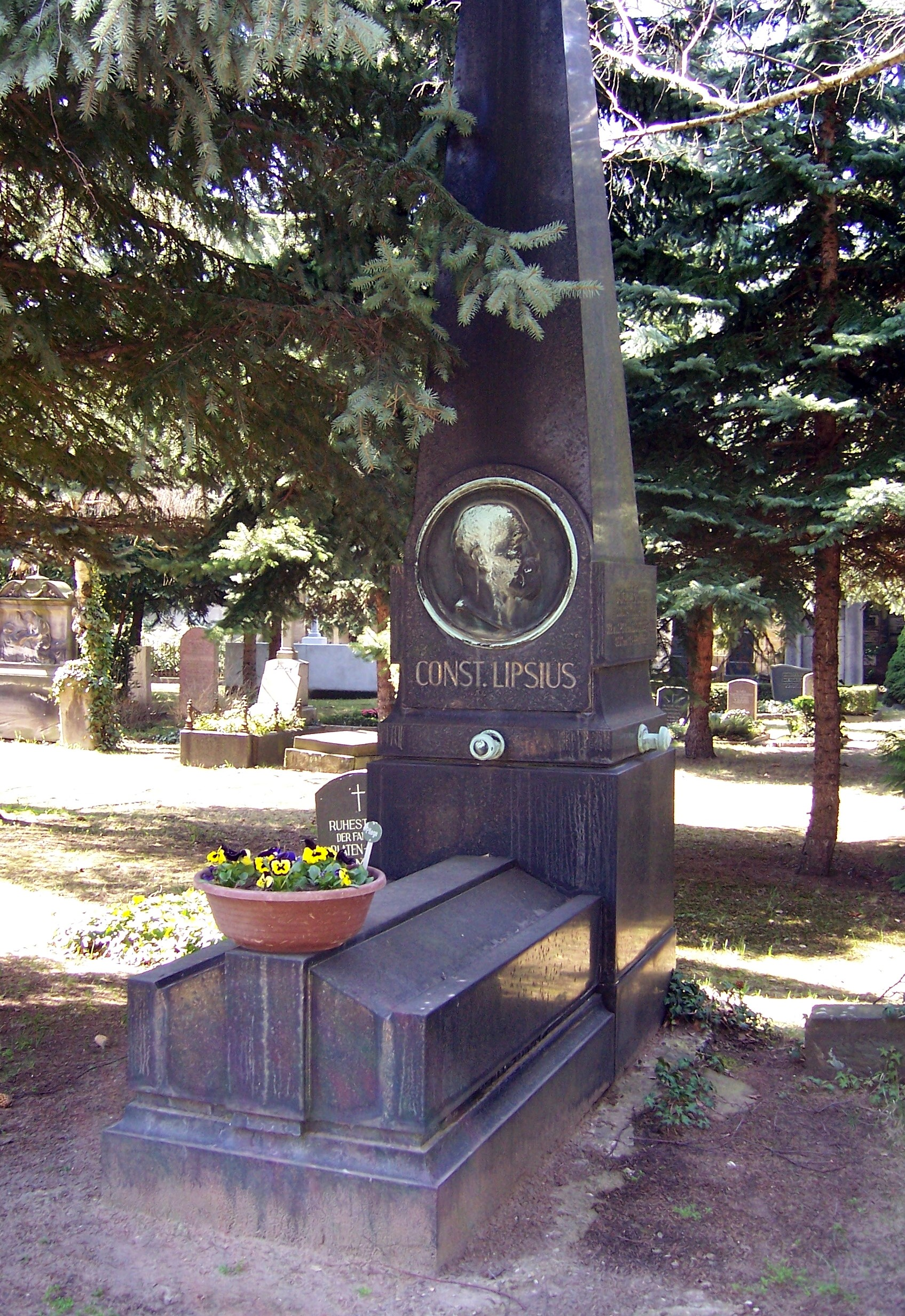
Grab von Constantin Lipsius auf dem Trinitatisfriedhof in Dresden

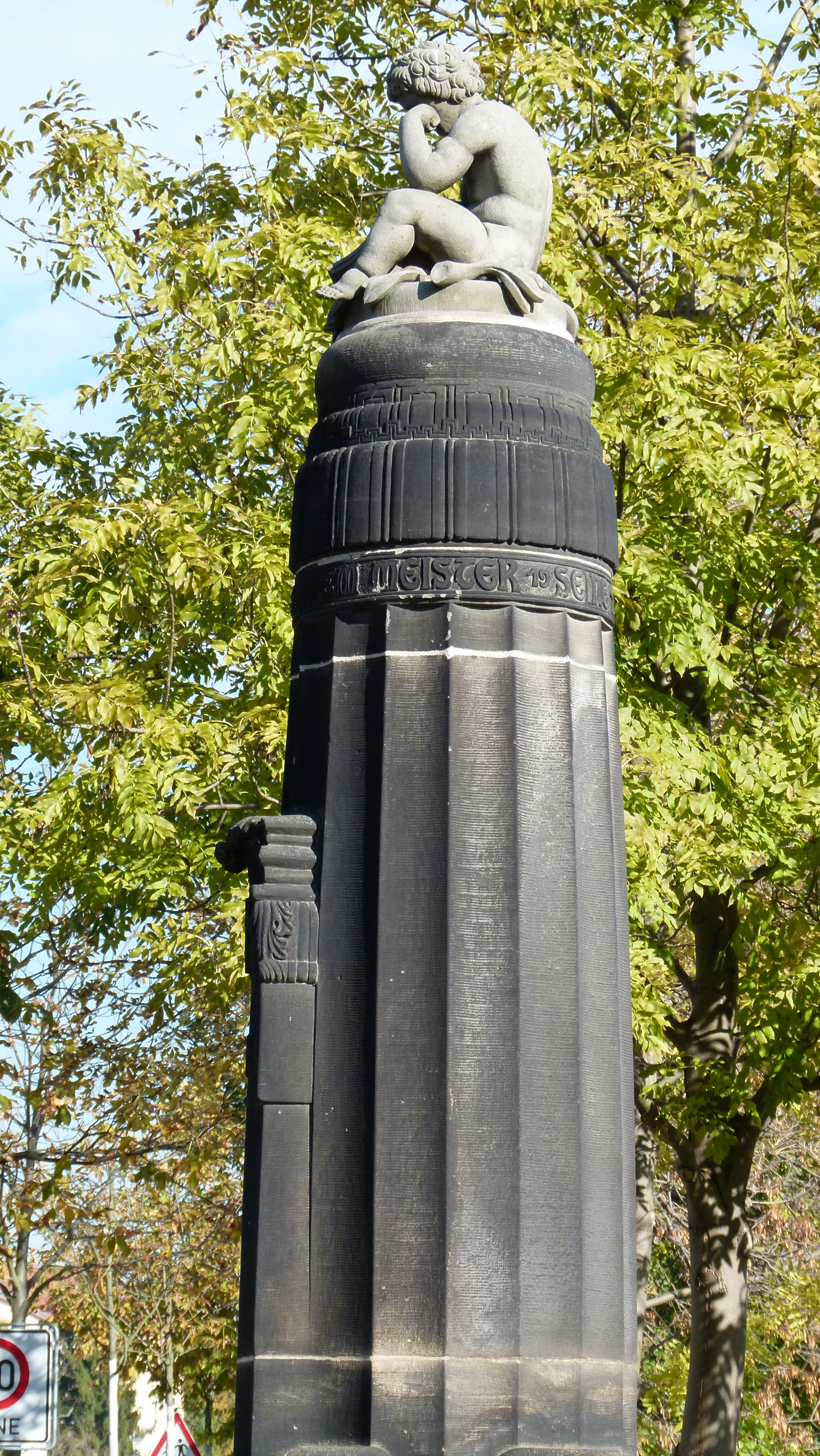
Lipsius-Denkmal in Dresden

Constantin Lipsius wurde auf dem Trinitatisfriedhof in Dresden beigesetzt. Nach seinem Tod folgte Paul Wallot, der Architekt des Berliner Reichstaggebäudes, als Professor auf Lipsius’ Lehrstuhl nach.
In der Dresdner Gemarkung Altstadt II wurde eine Straße nach ihm benannt und 1913 an der Ecke Lipsiusstraße / Stübelallee eine Stele als Denkmal für ihn errichtet.

## Bauten

### Private Bauten
- 1860–1861: Wohnhaus für den Verlagsbuchhändler Ernst Keil in Leipzig, Südostvorstadt, Königstraße 33 (heute: Goldschmidtstraße; 1943 kriegszerstört)
- 1865: Schloss Kleinzschocher für Christian Bernhard Freiherr von Tauchnitz in Kleinzschocher bei Leipzig, Windorfer Straße
- 1876: „Spiegelhalle“ des Schützenhauses in Leipzig
- 1877: Restaurant Baarmann in Leipzig, Katharinenstraße 3 / Markt 6
- 1878–1880: Schloss Wetzelstein für Arnold Woldemar Freiherr von Frege in Saalfeld
- undatiert: Wohnhaus Frege in Leipzig, Ostvorstadt, Dörrienstraße
- undatiert: Umbau des „Café Français“ (seit 1914 „Café Felsche“) in Leipzig, Augustusplatz
- 1883: Mausoleum in Form einer Pyramide für die Gutsbesitzerin und Stifterin Hedwig Freiin von Eberstein in Schönefeld bei Leipzig (unter Denkmalschutz)
- 1888–1889: Mausoleum für die Familie Frege in Abtnaundorf bei Leipzig (nach 1945 zerstört)
- 1891–1893: Mausoleum für den sächsischen Kriegsminister Graf Alfred von Fabrice in Dresden, Antonstadt

### Öffentliche Bauten
- 1864–1867: Börse in Chemnitz, Beckerplatz (1922 abgebrochen)[1]
- 1867–1872: Neues Johannishospital in Leipzig, Ostvorstadt, Hospitalstraße (heute: Prager Straße; 1943 kriegszerstört)
- 1883–1894: Kunstakademie- und Ausstellungsgebäude (heute Lipsius-Bau) in Dresden[2][3][4]

### Kirchen
- 1866–1867: Kirche in Wachau (als Ruine erhalten)
- 1877–1885: Peterskirche in Leipzig, Südvorstadt, Gaudigplatz (mit August Hartel)
- 1881–1884: Johanniskirche in Gera (unter Denkmalschutz)
- 1882–1884: Nathanaelkirche in Leipzig-Lindenau (mit August Hartel)

### Restaurierungen
- 1866–1867: Turm der Jacobikirche in Oelsnitz im Vogtland
- 1866–1868: Umbau der Stadtpfarrkirche in Borna
- 1873–1879: Schloss Püchau
- 1878–1889: Thomaskirche in Leipzig
- 1883–1889: Goldene Pforte des Doms in Freiberg
- undatiert: „Hôtel du Russie“ in Leipzig, Petersstraße
- undatiert: St.-Petri-Dom in Bautzen

### Wettbewerbsentwürfe
- 1866: Neues Rathaus in München
- 1867: Kunstakademie in Dresden (Motto „D. K. J. K.“)
- 1872: 1. Wettbewerb für das Reichstagsgebäude in Berlin
- 1880: evangelisch-lutherische St.-Gertrud-Kirche in Hamburg-Uhlenhorst (mit August Hartel)
- 1882: 2. Wettbewerb für das Reichstagsgebäude in Berlin (Motto „Das ist’s“)
- 1882: Monumentalbrunnen auf dem Augustusplatz in Leipzig (mit August Hartel und dem Bildhauer Christian Behrens; prämiert mit dem 2. Preis)

### Sonstiges
- 1875: Festausstattung für den Besuch Kaiser Wilhelms I. in Leipzig
- 1879: Ausstattung der Ausstellungshalle für die Kunstgewerbeausstellung in Leipzig
- 1889: Jesus-Altar in der Thomaskirche in Leipzig (2016 restauriert und ergänzt)[5]
- um 1890: Sockel für den Goldenen Reiter (Reiterstandbild König Augusts des Starken) in Dresden

Entwurf zum Lipsius-Bau der Kunstakademie Dresden, um 1887
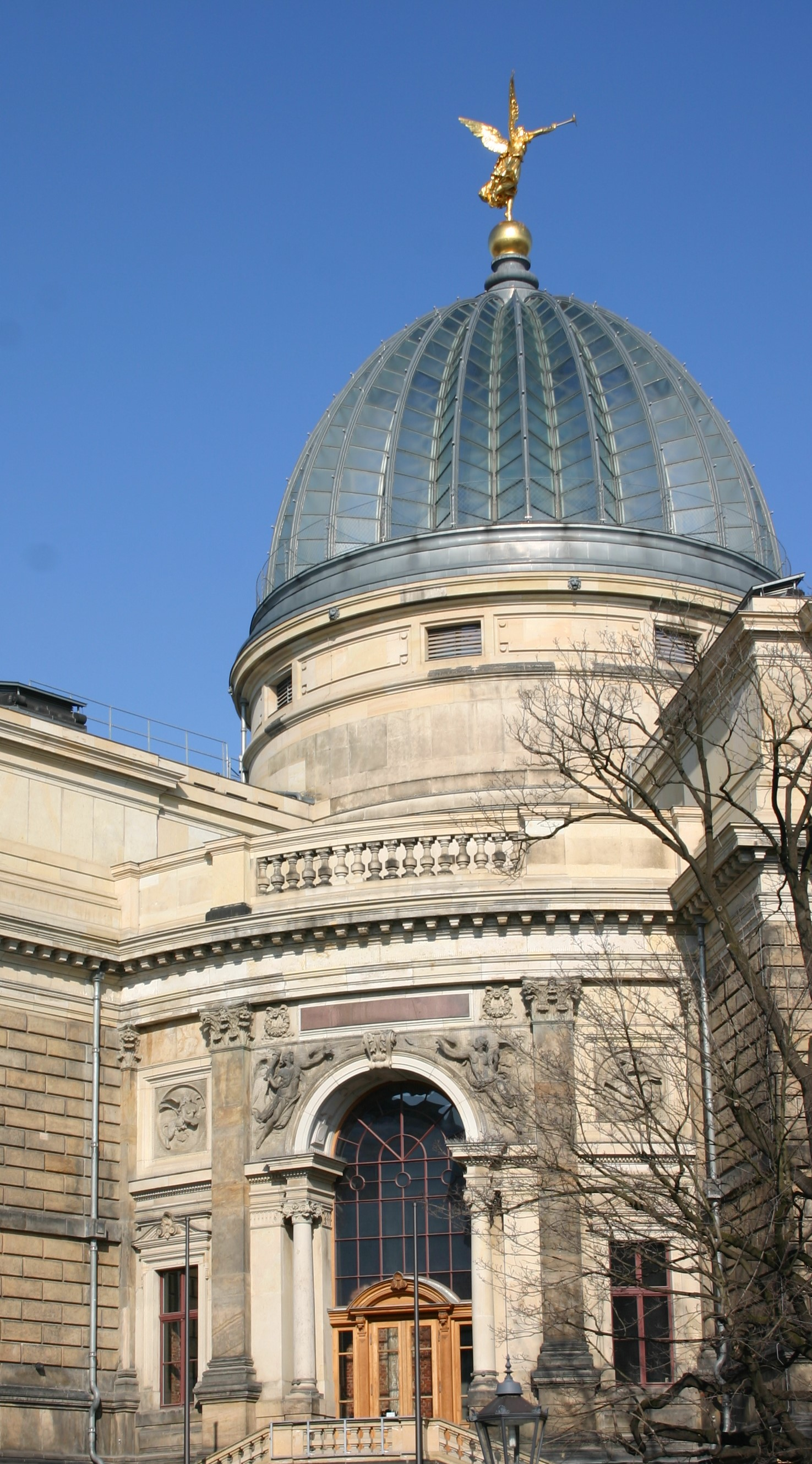
„Zitronenpresse“ der Kunstakademie Dresden
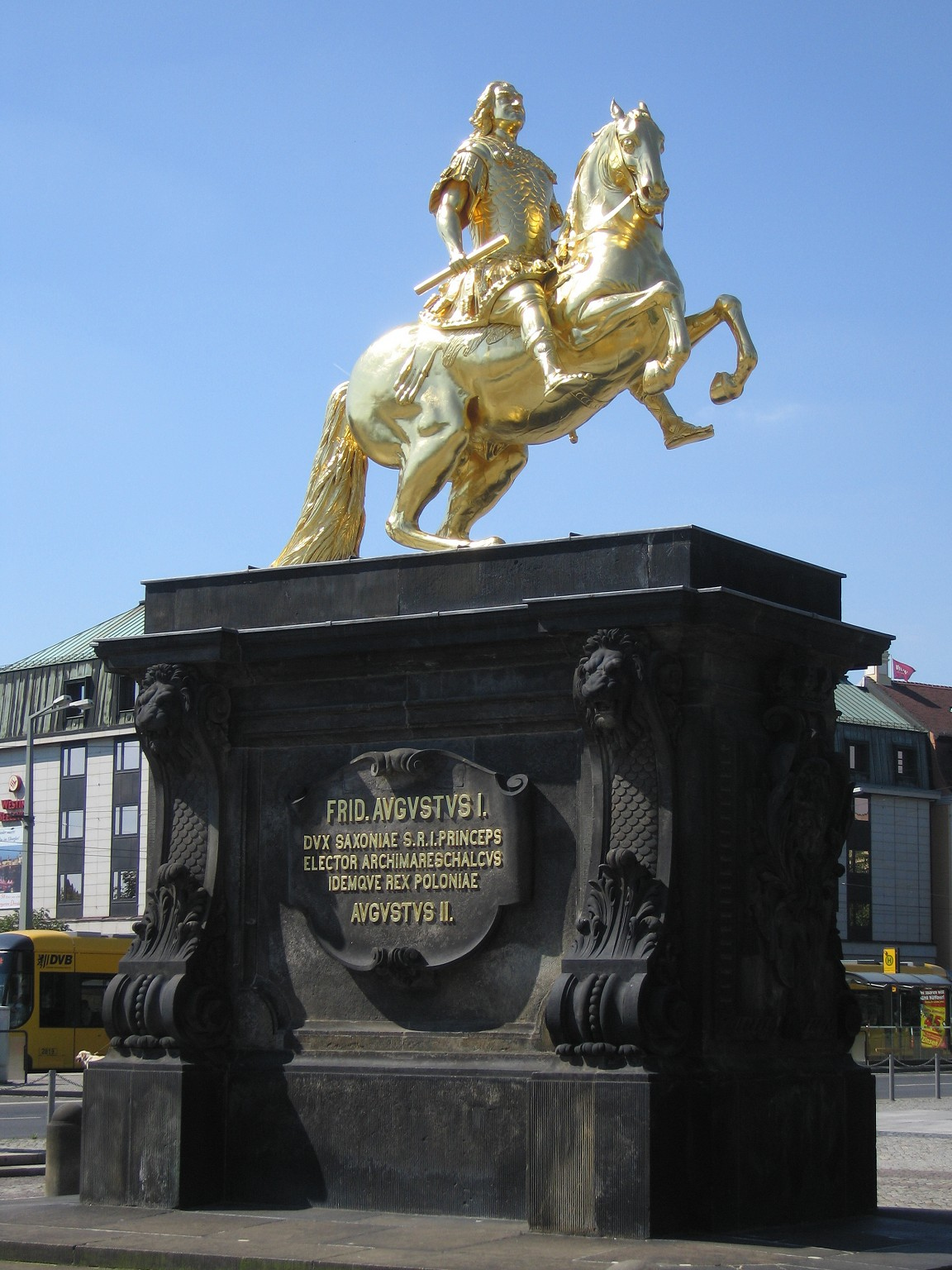
Sockel des Goldenen Reiters in Dresden
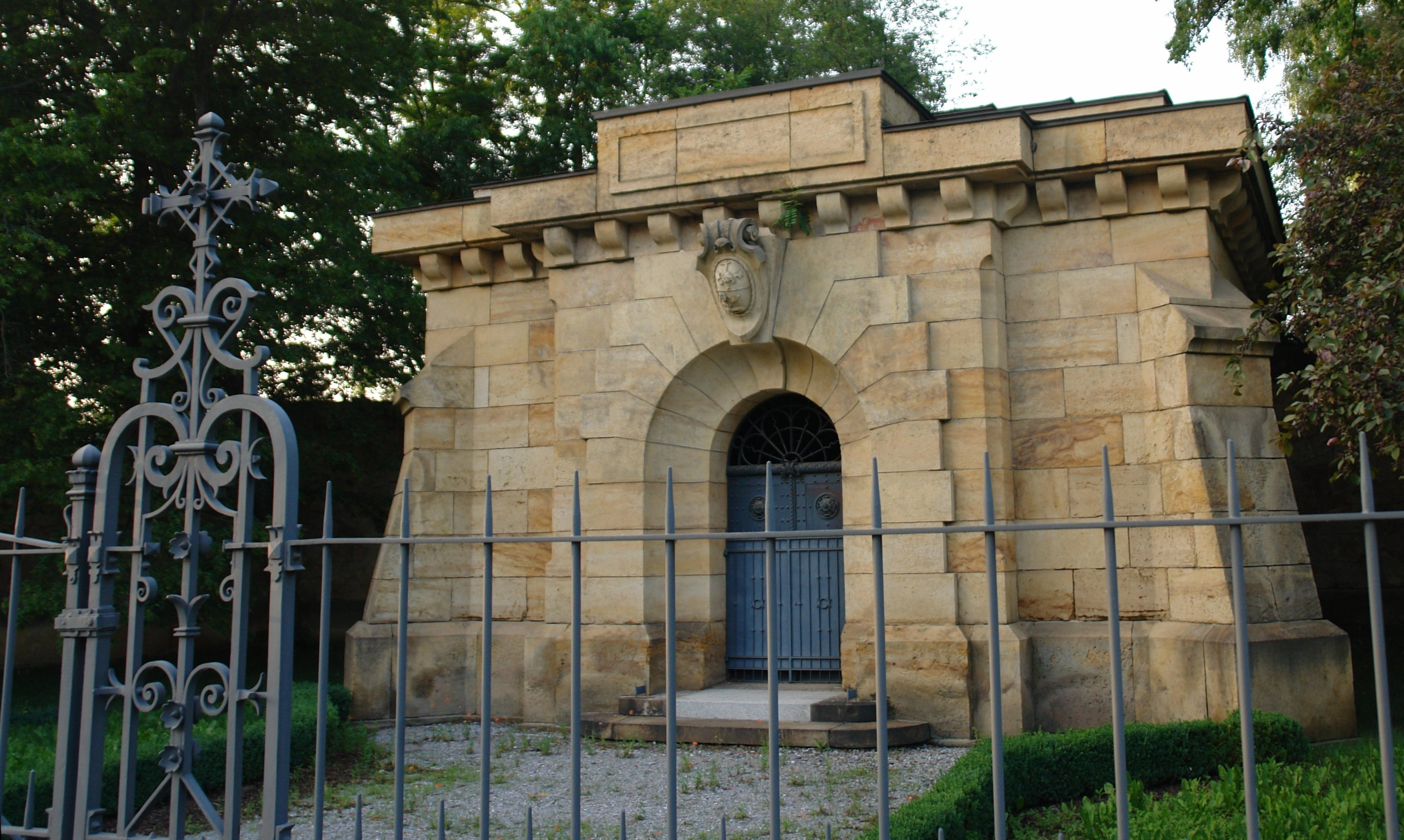
Mausoleum Fabrice in Dresden
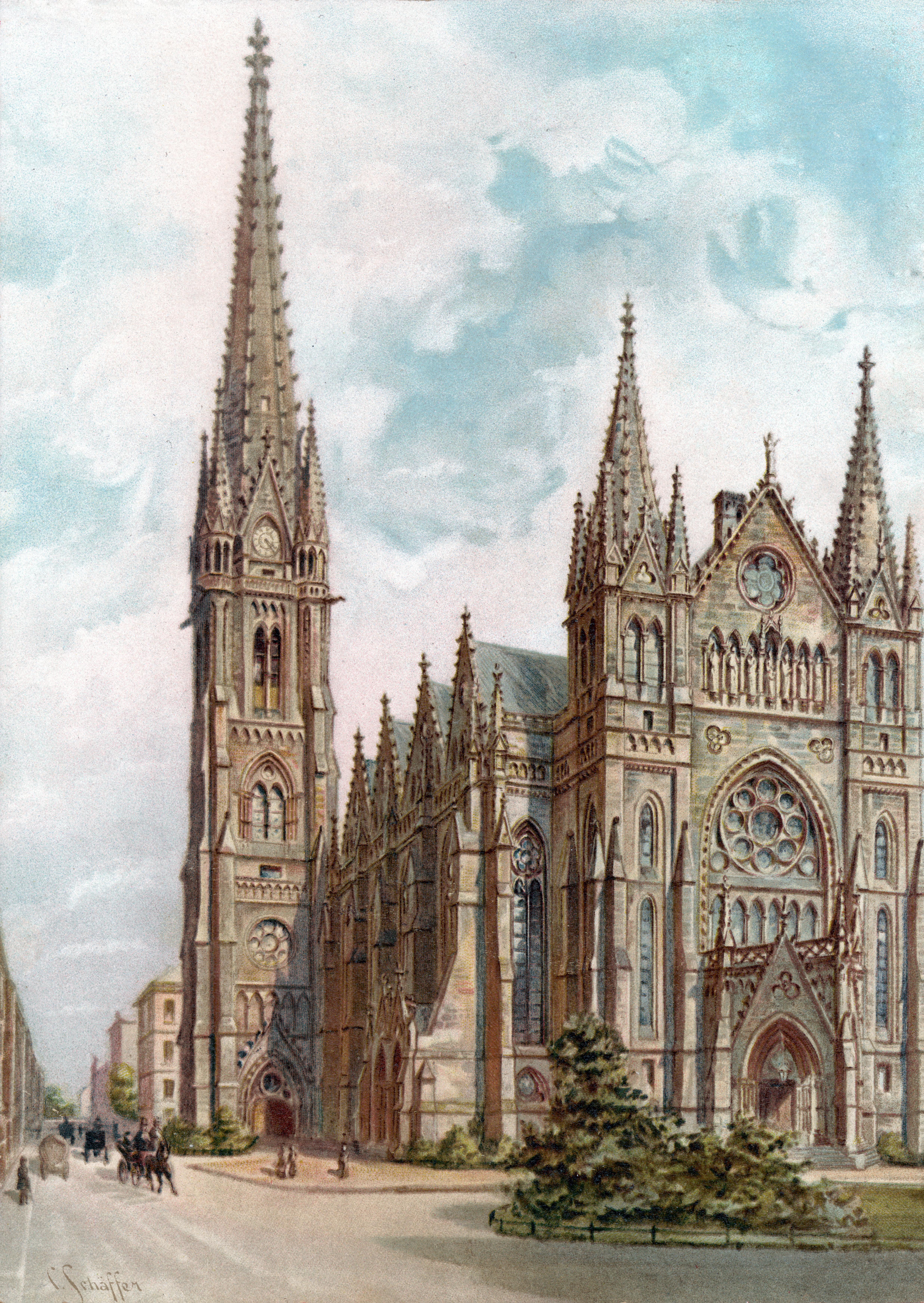
Peterskirche in Leipzig (1898)